# De Schouw (uitgeverij)
Uitgeverij De Schouw was tussen 1941 en 1945 een nationaalsocialistische Nederlandse uitgeverij.

## Achtergrond
Binnen het eind 1940 nieuw opgerichte nationaalsocialistische Departement van Volksvoorlichting en Kunsten (DVK) dat tot taak had het Nederlandse volk de weg naar de nieuwe nationaalsocialistische toekomst te wijzen, ontstond al spoedig het idee een cultureel blad in het leven te roepen dat het officiële orgaan zou worden van de Kultuurkamer. De beoogde naam van dit tijdschrift was De Schouw. Aanvankelijk zou het weekblad De Waag voor dit doel worden overgenomen, maar onderhandelingen hierover werden afgebroken, omdat het DVK niet aan de wensen van de bestuursleden van De Waag kon voldoen. Men besloot toen het over een andere boeg te gooien en een eigen uitgeverij in het leven te roepen die geheel ten dienste zou staan van het DVK. Daarmee had het departement een instrument in handen waarmee het minder afhankelijk zou zijn van de bestaande uitgevers- en boekhandelswereld, die voor het merendeel vijandig tegenover het nationaalsocialisme stond. De uitgeverij zou bovendien het officiële orgaan van de nog op te richten Kultuurkamer verzorgen. Nederlandse uitgeverijen hielden zich nog te zeer op de vlakte waar het ging om propaganda voor de Nieuwe Orde te maken en aan die situatie moest snel een einde worden gemaakt, constateerde men op het departement.

## Voorbereiding
Om te kijken hoe de Duitsers het hadden aangepakt, reisde in november 1940 reeds een delegatie van het kersverse DVK naar Berlijn. In het gezelschap bevonden zich secretaris-generaal Goedewaagen, hoofd algemene propaganda en ex-hoofd van de persdienst van de NSB N. Oosterbaan, eigenaar van de Vereenigde Persbureaux (VPB) Arie Meyer Schwencke, en J.A.A. Learbuch, sinds augustus 1940 algemeen secretaris van het Verbond van Journalisten. De leiding van deze reis berustte bij Ministerialrat Fink, hoofd van de Hauptabteilung für Volksaufklärung und Propaganda (een onderdeel van het in Den Haag gevestigde Reichskommissariat Niederlande).

## Oprichting
Op 7 mei 1941 kreeg uitgeverij De Schouw definitief haar beslag. De onderneming werd ondergebracht in een stichting, omdat zo het leidersbeginsel het meest tot zijn recht kwam, de onderneming niet het maken van winst beoogde (zij kreeg vijftien procent van de opdrachten die door het DVK werden verstrekt ter bestrijding van inrichtingskosten, salarissen voor het personeel en algemene kosten) en omdat zij in deze vorm niet gebonden was aan een ongewenste openbaarheid zoals dat bij een naamloze vennootschap het geval zou zijn. Als stichter werd Meyer Schwencke aangewezen, tot directeur werd A. Storm van Leeuwen benoemd. Oosterbaan hield als commissaris voor het DVK toezicht.
De uitgeverij De Schouw betrok het pand aan de Nieuwe Havenstraat 38 in Den Haag en zou later verhuizen naar de J.P. Coenstraat 26. Doel van de stichting was 'bevordering van de studie van vraagstukken van cultuur en kunst door uitgave van boeken en tijdschriften en andere geschriften betreffende het culturele leven en voorts het bevorderen van de voorlichting'. Het DVK was geen vaste financiële verplichting met de uitgeverij De Schouw aangegaan, de uitgeverij moest het hebben van incidentele opdrachten. Wel bepaalde de stichtingsakte dat het DVK toezicht hield op de inhoud van de uitgaven en toezicht op de gang van zaken bij de door het departement verstrekte opdrachten. Drukorders van de uitgeverij gingen naar de Vereenigde Grafische Bedrijven (VGB) van Meyer Schwencke, die als een spin in het Schouw-web gekropen was.

## Fondslijst

### 1941
- T. Goedewaagen, Passer en speer: cultuurpolitieke redevoeringen.

### 1942
- De Schouw, orgaan van de Nederlandsche Kultuurkamer, gewijd aan het kultureele leven in Nederland, tijdschrift verschenen van januari 1942 tot januari 1945
- K.W. Boekholt, Bevolkingsleer en bevolkingspolitiek in den volkschen staat.
- C.H. de Boer, De schilderkunst
- Henri Bruning, Het goede boek
- Jan H. Eekhout, Groot-Duitsche dichtkunst: een reeks vertolkingen
- J. de Kloet en Frits Sampimon, Radio
- Marius van Lokhorst, Cultuur en ontspanning
- W.J. Merckens, Ambachts- en nijverheidskunst in het verleden, het heden en de toekomst
- Frans Primo, Theater en dans
- Kurt O. Rabl, Idee en gedaante van het Groot-Duitsche Rijk: zes academische lezingen
- Jan Teunissen, Film en filmwezen in Nederland

### 1943
- S. Bartstra, Heer Jancko Douwama van Oldeboorn: historische roman uit Friesland omstreeks 1500
- Henri Bruning, Nieuw levensbewustzijn
- M.J. Delbaere-Prins, Het geluk is overal: drie sprookjes
- Jan H. Eekhout, Noordlicht
- Jan H. Eekhout, Het jonge hart
- J. de Vries en M.M. de Vries-Vogel, Zes novellen uit het oude IJsland
- C. Lans, Een nieuwe ambtenaar, een nieuwe stijl
- S.M.S. de Ranitz, Kultuurrecht: verordeningen met commentaar op het gebied van het Departement van Volksvoorlichting en Kunsten betreffende het beroep van journalist
- E. Schouten, De roep tot bezinning: een tijdwoord
- Herman Schrijver, Onze eigen taal: handboek van de Taalclub; naar de schriften van Marie Servaes samengesteld
- J.R.W. Sinninghe, Opstand in Brabant
- J.R.W. Sinninghe, Peer van 't Heike
- H.P. Uhlenbusch, Leonidas de overwinnaar. Nederlandse vertaling van Der Sieger door J. van Oudshoorn.
- H.P. Uhlenbusch, Parisj is wel een mis waard. Nederlandse vertaling van Paris ist eine Messe wert door Jan van Rheenen.
- D. Wouters, Liederen uit de oude doos
- [Herman Schrijver} "Onze eigen taal. Handboek van de Taalclub." Naar de schriften van Marie Servaes.

### 1944
- Ernst Bertram, Over de vrijheid van het woord. Nederlandse vertaling van Von der Freiheit des Wortes door Roel Houwink.
- Maria Grengg, De notepit. Nederlandse vertaling van Der Nusskern door L.G. Lonis.
- Maria Grengg, Verloren duel. Nederlandse vertaling van Die Siegerin door L.G. Lonis.
- J. van Ham, Taalpolitiek
- Jan van Rheenen, Helpers weg!
- Jan Holm, Waar de turf verdwijnt
- Jan van Rheenen, Late vaart
- Arend Tael, Frontlijn P.T.T.
- H.P. Uhlenbusch, Het brandend hart van Bourgondië: Jan Zondervrees. Nederlandse vertaling van Glutrotes Herz Burgund: Johann Ohnefurcht door Jan van Rheenen.
- Klaas Veenboer, Ai van Dirreke
- Maria Vries-Vogel, Rijzend getij
- Tüdell Weller, Peter Mönckemann. Nederlandse vertaling van Peter Mönckemann door J.A. van der Made.

 Portaal: Fascisme en nationaalsocialisme in Nederland · Fascisme · Nationaalsocialisme